# Kerkgebouw Gereformeerde Gemeenten (Westkapelle)
De kerk van de Gereformeerde Gemeente is een kerkgebouw in Westkapelle, Zeeland. Het gebouw is in 1949 in gebruik genomen door de plaatselijke afdeling van de Gereformeerde Gemeenten.

## Geschiedenis van de gemeente
De gemeente in Westkapelle ontstond vanuit de afscheiding in 1834 waarbij een nieuwe kerkelijke stroming ontstond naast de Nederlands Hervormde Kerk. In eerste instantie kerkten de afgescheidenen uit Westkapelle in Aagtekerke, pas aan het einde van de negentiende eeuw werden aparte kerkdiensten gehouden in een schuur aan de rand van Westkapelle. Vervolgens werd er een periode gekerkt in de zondagsschool van de Nederlands Hervormde Kerk, maar deze ruimte werd te klein zodat er gebruik wordt gemaakt van de christelijke school.
In 1907 ging de Aagtekerkse gemeente over in de Gereformeerde Gemeente. Doordat de afdeling uiteindelijk meer dan honderd leden telde werd er op 14 oktober 1921 besloten om een nieuwe gemeente te stichten. Er wordt voor een korte tijd gekerkt in een schuur, maar in 1925 kon er een nieuwe kerk gebouwd worden aan de Noordstraat. Deze werd op 13 juli 1926 in gebruik genomen. In de Tweede Wereldoorlog werd de kerk volledig verwoest tijdens het Britse bombardement op de zeedijk.
Sinds de stichting van de gemeente in 1921 tot 2017 was de gemeente vacant en had dus geen eigen dominee.

## Huidig kerkgebouw
Na de oorlog werd er een nieuwe zaalkerk met klokkengevel gebouwd aan de Rookstraat, naar een ontwerp van Hein Klarenbeek. Dit gebouw werd op 5 oktober 1949 in gebruik genomen. In 1974 werd er aan de oostelijke zijde een vergaderruimte bijgebouwd. In 2001 werd het gebouw grondig gerenoveerd.
De gemeentezang werd begeleid door een harmonium, deze werd in 1962 vervangen voor een orgel gebouwd door de firma Van Leeuwen. In 2000 werd besloten dit orgel te vervangen en werd een orgel aangekocht uit 1916 dat in gebruik was geweest in de Oosterkerk in Enschede. Dit orgel werd voorzien van een nieuwe kas en in 2006 in gebruik genomen.